# Ispotály

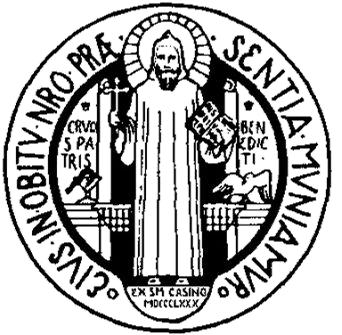
Nursiai Szent Benedek regulája: "a beteg testvéreknek legyen külön szobájuk, és egy istenfélő, lelkiismeretes és szorgalmas ápolójuk. A fürdők használatát ajánlják föl a betegeknek, ahányszor hasznukra van"

Az ispotály (görögül xenodocheion, latinul hospitale pietatis vagy refrigerium pauperum) a keresztény ókortól kezdődően idegenek, zarándokok, betegek, szegények és rászorulók gondozására a vendég iránti szeretet címén fenntartott intézmény. Az elnevezés a német Spital átvételével került a magyar nyelvbe, ami kórház, aggok menhelye jelentésű. A keresztény kolostorokban eleinte nem a betegeknek létesítettek menedékhelyeket, hanem az elesettek, nyomorultak, magatehetetlen idős emberek számára. A hospitium szó jelentése vendéglátás, vendégszoba, ebből lett később a betegeket befogadó és gyógyító hospitál, ispotály. Az orvosi teendőket kezdetben a szerzetesek látták el, a későbbiekben azonban mind több világi orvos dolgozott a kolostori ispotályokban, ahová eleinte kizárólag idült betegeket vettek fel. A gyógyító helyet jelentő intézmény új elnevezésére a kórház szavunkat, szóösszetétellel a nyelvújítás korában alkották az ispotály elnevezés helyett.
A középkori Magyar Királyság területére települő szerzetesek azonnal megkezdték karitatív tevékenységüket és a betegek gyógyítását. Kolostoraikban betegszobákat, fürdőket alakítottak ki, amelyekből később ispotályok váltak. Általában „keresztesek”-nek, „cruciferi”-nek hívták azokat, akik ruházatukon keresztet viseltek, és valamilyen ispotályos rendnek voltak a tagjai, amelynek a rendházához ispotály (domus hospitalis) tartozott. Az első orvosok a bencések voltak, akik számára  a regula írta elő a betegek ápolását („cura infirmorum"). Kezdetben leginkább a Benedek-rendiek és antoniták (Szent Antal-rend), majd a johanniták, a lazaristák (Szent Lázár Lovagrend), de később egyéb betegápoló szerzetesrendek is, mint a ciszterciek, premontreiek, ágoston-rendiek, pálosok, domonkos-rendiek, minoriták, ferencesek, a szanitárius apácák (vagyis egészségügyi segédápoló apácák), a klarisszák és katarinisták is végeztek irgalmassági cselekedetnek számító betegápolási feladatokat. A Verescsillagos Keresztes Ispotályosok Rendjét 1723-ban fogadták be Magyarországon, ettől kezdve szerezhetett birtokokat a bethlemita lovagrend, azonban tagjai soha nem váltak magyarrá. Az ispotályos rend Pozsonyban kórházat és szegényházat nyitott.

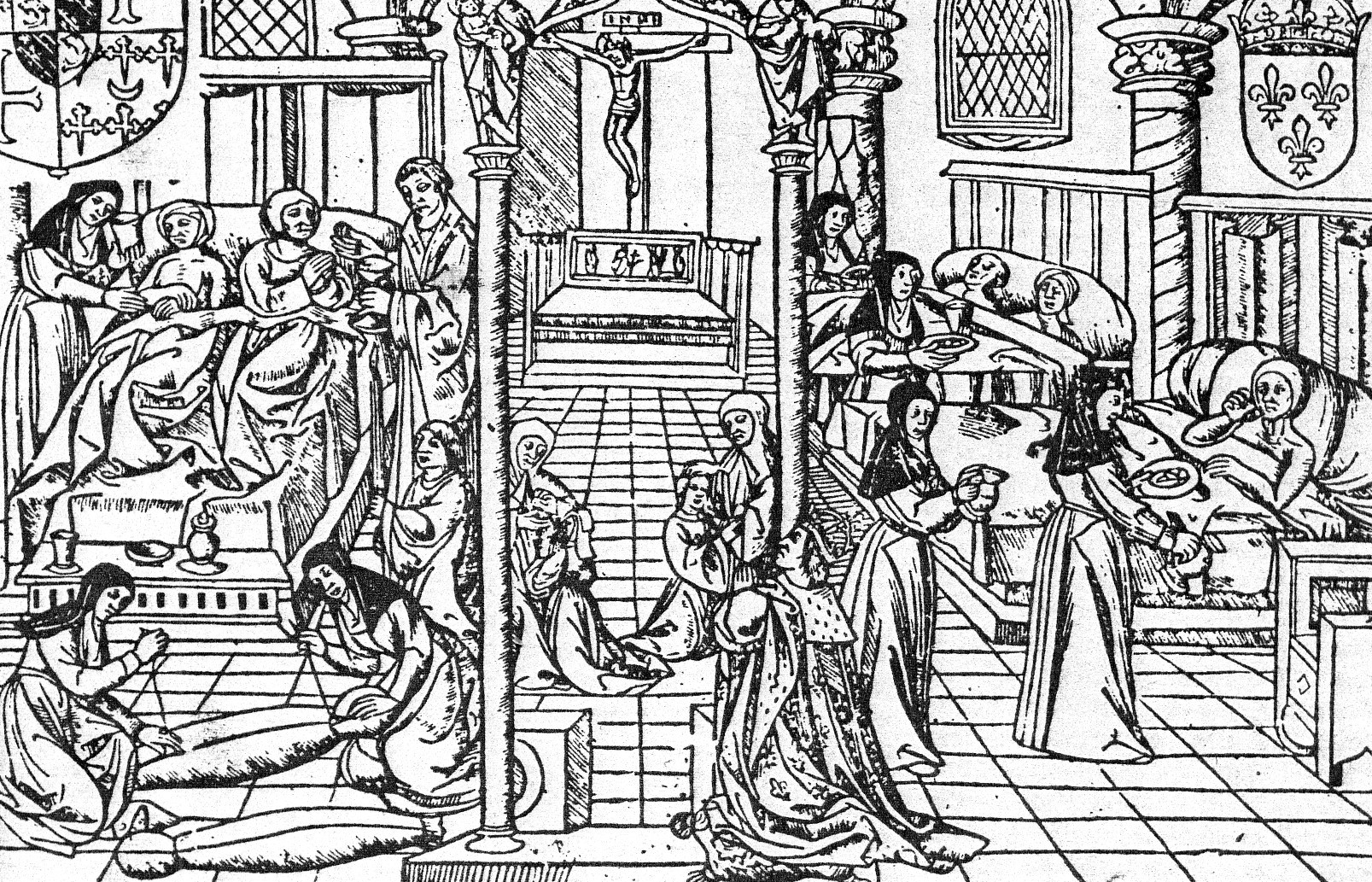
Középkori ispotály Párizsban 1500 körül

## Története
Az ispotályt rendszerint a megyéspüspök alapította. Ispotályokat nyugaton a püspöki városok, vidéken kolostorok és társaskáptalanok tartottak fenn, míg az ispotály a görögkeleti egyházban a szerzetesi közösség (koinobion) tartozéka volt. A 6. századtól kezdve a szegények segélyezésének, gondozásának, az árvák, idősek ellátásának központjaivá, a kolostorok és a legtöbbször azokhoz kapcsolódó ispotályok váltak. Az egyház a középkori Európában a szegénygondozás meghatározó szereplőjeként működött. 1179-ben a harmadik lateráni zsinat a bélpoklosokról intézményesen is rendelkezett, kimondta, hogy ahol sok ragályos beteg van együtt, ott  saját pappal külön templomot és temetőt (coemeterium) is létesíthetnek.
Magyarországon I. István magyar király uralkodása idején ispotályokat alapítottak Pécsváradon (itt alapították az első magyarországi ispotályt), Pannonhalmán, Bakonybélen. III. Béla magyar király idejében Szakolyon jött létre ispotály. II. Géza magyar király 1150 körül az Esztergom melletti Szentkirályfalvát adta tulajdonul néhány papnak, hogy ott felépítsék a Szent István királyról "stefaniták"-nak nevezett ispotályos rend hazai központját. A stefaniták, Szent István király keresztesei a 15. század derekáig működtek. A 12. század végétől a 16. századig egy ispotály Egerben is volt, a Szent Jakab templom mellett, amely az egri egyházhoz tartozott, a betegek és a szegények javára szánták. A források szerint II. Géza  magyar király idejében telepedett meg Esztergomban a Jeruzsálemi Szent János Lovagrend, amely fenntartott ispotályt Székesfehérvárott, Esztergomban, Sopronban és Boiscében. Valószínűsíthető, hogy volt domus hospitale a kezelésükben Győrött, Ljubán és Vránában. Dokumentumok híján valószínűtlen ispotályuk megléte Biharszentjánoson, Szegeden, Pesten, Csatáron és Radnán. A török hódoltság utáni évszázadokban a pestis által sújtott Pécsett a város több pontján ispotályokat hozott létre a jezsuita rend, amely a kolostora falai közé is telepített egy pestisispotályt. Az 1730 körül, két 25 ágyas kórteremmel létesült "pestiskórház" tekinthető a mai kórház elődjének, amely 2010-ben a PTE Klinikai Központ része lett. 
Spanyolországban a királyi alapítású ispotályoknak komoly szerepük volt a mórok elleni harcokban. Az Alpokban az ispotályok általában hágókon, zarándokutak mentén létesültek (pl. Einsiedelnben 1353-ban), királyi és pápai privilégiumokkal rendelkeztek. A nagy zarándokhelyek ispotályai külön káplánokkal tartották a kapcsolatot a különféle idegen nyelveket beszélő zarándokoknak.

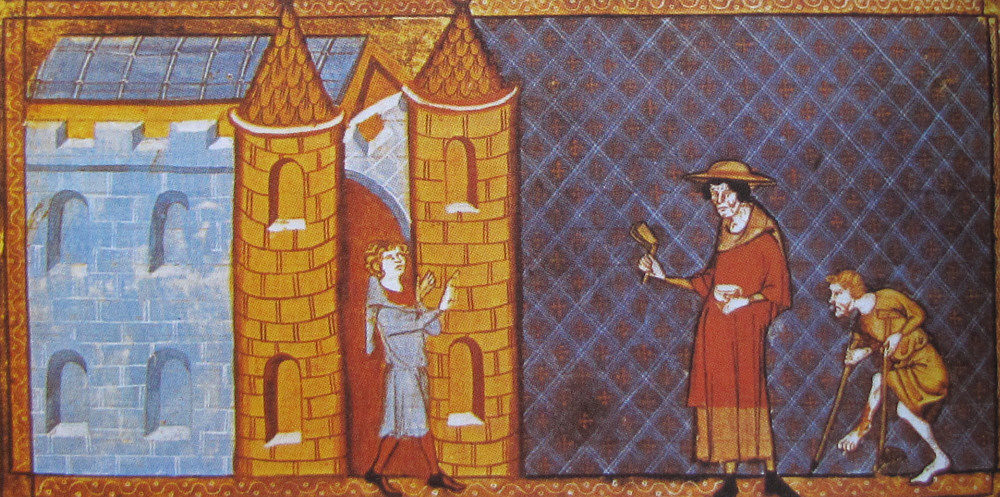
Leprosorium, kezdetben az 1100-as években alapított Szent Lázár Lovagrend tagjai ápolták a poklosokat az ispotályaikban

A Szentlélek ispotályoknak egész láncolata alakult ki (főleg Spanyolországban és Portugáliában), amelyek a művészeteket is támogatták.
Az ispotályokban való szolgálatra különféle testvérületeket  alakítottak. A Jeruzsálemben alapított ispotályok a betegápolás mellett szentföldi zarándokok elhelyezésével, ellátásával, gondozásával is foglalkoztak. Ispotályaikban a lovagrendek tagjai maguk szolgáltak a befogadottaknak, mert őket Jézus szegényeinek tekintették. (Jeruzsálemi Szent János Lovagrend).
Az ispotály sajátos fajtája  volt a leprosorium, amelyben - higiéniai megfontolásokból - folyóvíz mellett ápolták a leprásokat.
Az újkorban az ispotályok egy részét Európa nyugati városaiban az önkormányzatok lassanként a hatáskörükbe vonták, így  egyre inkább szociális intézményekké tették azokat. A 18-19. századtól az ispotályok kórházak és különféle karitatív intézmények formájában élnek tovább.